# Radio Rumantsch
Radio Rumantsch (RR) – szwajcarska stacja radiowa, należąca do Radiotelevisiun Svizra Rumantscha (RTR), części publicznego nadawcy SRG SSR nadającej w języku romansz. Stacja ma charakter ogólnotematyczny, w związku z czym jej ramówka zawiera takie elementy jak programy informacyjne, publicystyczne, prognoza pogody, informacje dla kierowców, a także liczne pasma muzyczne, w których prezentowane jest szerokie spektrum gatunków, zaś szczególną uwagę poświęca się muzykom pochodzącym z Gryzonii, gdzie romansz ma najwięcej użytkowników.
Stacja dostępna jest w całej Szwajcarii w analogowym i cyfrowym przekazie naziemnym. Ponadto można jej słuchać w Internecie oraz w niekodowanym przekazie z satelity Eutelsat Hot Bird 13B.